# Het is heus waar!
Het is heus waar! (Det er ganske vist!) is een sprookje van Hans Christian Andersen. Het verscheen in 1852.

## Het verhaal
Er is opschudding in het hoenderhok, een kip heeft gehoord over iets wat aan de andere kant van de stad is gebeurd. De kip is blij dat ze met zovelen zijn op de stok, ze zou niet alleen durven slapen. Aan de andere kant van de stad vlogen de hoenders op toen de zon onder ging. Een kip met witte veren en korte pootjes legt volgens een vaste dienstregeling eieren, ze is zeer respectabel. Ze pikt zich met haar snavel en verliest een veertje. Ze vindt dat ze mooier wordt als ze meer pikt. Ze slaapt in en de kip die het dichtst bij haar zit houdt het bij dommelen, dat is de manier om vredig te leven in deze wereld. De dommelende kip vertelt aan de kip naast haar dat er een kip is die zich wil plukken om er goed uit te zien. Als zij de haan zou zijn, zou ze deze kip verachten.
Boven de kippen zit moeder uil met man en kinderen. Ze horen het verhaal en moeder uil zegt dat het onbeschaamd is om zich alle veren uit te pikken. Ze vliegt naar buurvrouw uil om het verhaal te vertellen. Ze vertelt aan de duiven in het hok van de buren dat er een kip is die zich alle veren heeft uitgeplukt om de haan. Ze zal doodvriezen, als ze nu nog leeft. De duiven geloven het woord voor woord en koeren het naar het hoenderhok beneden dat er twee kippen zijn die zich de veren hebben uitgeplukt. Ze willen er niet zo uitzien als de anderen, om de aandacht van de haan te trekken. Ze zijn beide gestorven en de haan kraait en vliegt het dak op. Hij kraait dat er drie kippen gestorven zijn uit ongelukkige liefde voor de haan. Ze hebben zich alle veren uitgeplukt. De vleermuizen piepen zegt het voort, de kippen klokken en de hanen kraaien.
De geschiedenis gaat van kippenhok op kippenhok en komt terug op de plaats waar het allemaal begon. Daar horen de kippen dat er vijf kippen zijn die alle veren uitgeplukt hebben om te laten zien wie het magerst is geworden van liefdesverdriet om de haan. Ze hakten elkaar tot bloedens toe en vielen dood neer. Dit was tot schande van hun familie en tot grote schade van de eigenaar. De kip die het losse veertje verloor, herkent zichzelf niet in dit verhaal. Ze is respectabel, dus veracht ze deze kippen en er zijn meer in die soort. Ze zal ervoor zorgen dat de geschiedenis in de krant komt, zodat het het hele land door gaat. Dat hebben de kippen, en hun familie, verdiend. En zo gebeurde het, het kwam in de krant en werd gedrukt. Eén veertje kan tot vijf kippen uitgroeien.